# Jeremaia Matana
Pour les articles homonymes, voir Matana.
Jeremaia Matana est un joueur fidjien de rugby à sept né le 14 juillet 1998.

## Biographie
Il a remporté avec l'équipe des Fidji la médaille d'argent du tournoi masculin des Jeux olympiques d'été de 2024, organisés à Paris.